# Ocnele Mari
Ocnele Mari er en by beliggende i distriktet Vâlcea i Oltenien, Rumænien. Byen har 3.134 (2021) indbyggere, og administrerer otte landsbyer: Buda, Cosota, Făcăi, Gura Suhașului, Lunca, Ocnița, Slătioarele og Țeica.
Byen ligger i den centrale del af distriktet, i en afstand af 12 km fra distriktets hovedsæde, Râmnicu Vâlcea, som den grænser op til mod øst og syd. Ocnele Mari grænser også op til flere kommuner: Mihăești mod syd, Bunești mod vest, Păușești-Măși og Vlădești mod nord.

## Beliggenhed og geografi
Ocnele Mari ligger i det sydlige forland til de Transsylvanske Alper. De største saltforekomster i Valakiet ligger i nærheden af byen.

## Historie
Området i nutidens by har sandsynligvis været beboet siden slutningen af neolitikum. Dacianere byggede i Førromersk tid et fort ved Sărat-strømmen, som blev et regionalt økonomisk, militært og religiøst center. Nogle rumænske forskere lokaliserer den dakiske fæstning Buridava beskrevet af Claudius Ptolemaeus ved Ocnele Mari. Det er muligt, at den daciske konge Burebista blev født her. Efter at romerne erobrede Dacia, byggede de den militærlejr Kastell Stolniceni (de) omkring fem kilometer væk, udnyttede de nærliggende saltforekomster og eksporterede det salt, de producerede, til andre områder af imperiet. Flere møntfund stammer fra denne periode.
I middelalderen er der indirekte skriftlige henvisninger til stedet fra 1373, det nuværende navn blev nævnt i 1402. Saltudvinding spillede også en særlig rolle på dette tidspunkt. Adskillige Valakiske herskere grundlagde i alt 16 kirker og klostre her.
Fra 1812 udviklede Ocnele Mari spa-virksomheden. I 1933 blev den officielt erklæret som by og kurby. Fra da og indtil udbruddet af Anden Verdenskrig oplevede Ocnele Mari sin største storhedstid.
Efter krigen og den kommunistiske magtovertagelse blev der bygget et Securitatefængsel for politiske fanger i Ocnele Mari.